# Чойское сельское поселение
Чойское сельское поселение — муниципальное образование в Чойском районе Республики Алтай Российской Федерации. Административный центр — село Чоя.

## География
Расположено в северной части Чойского района.
Площадь составляет 52100 гектаров.
Граничит с Верх-Пьянковским, Паспаульским и Сёйкинским сельскими поселениями, а также Красногорским районом Алтайского края и Турочакским районом Республики Алтай.

## История
Образовано в ходе муниципальной реформы в 2006 году.

## Экономика
В селах расположены пилорамы, ведущие неглубокую обработку древесины. Развиты приусадебные и подсобные хозяйства, занимающиеся растениеводством и животноводством. Кроме того, в селе Чоя находится маслосырзавод.

## Население
| 2010  | 2011  | 2012  | 2013  | 2014  | 2015  | 2016  |
| ----- | ----- | ----- | ----- | ----- | ----- | ----- |
| 2521  | ↗2522 | ↘2500 | ↗2546 | →2546 | ↗2549 | ↗2573 |
| 2017  | 2018  | 2019  | 2020  | 2021  |       |       |
| ↗2577 | ↘2547 | ↘2531 | ↘2502 | ↘2430 |       |       |

## Состав
| № | Населённый пункт | Тип населённого пункта       | Население |
| - | ---------------- | ---------------------------- | --------- |
| 1 | Чоя              | село, административный центр | ↗1948     |
| 2 | Гусевка          | село                         | ↗363      |
| 3 | Киска            | село                         | ↘143      |
| 4 | Советское        | село                         | ↗116      |
| 5 | Ишинск           | село                         | ↘3        |